# 作州絣
作州絣（さくしゅうがすり）は、美作国苫田郡・久米郡（岡山県津山市周辺）で製造されてきた絣

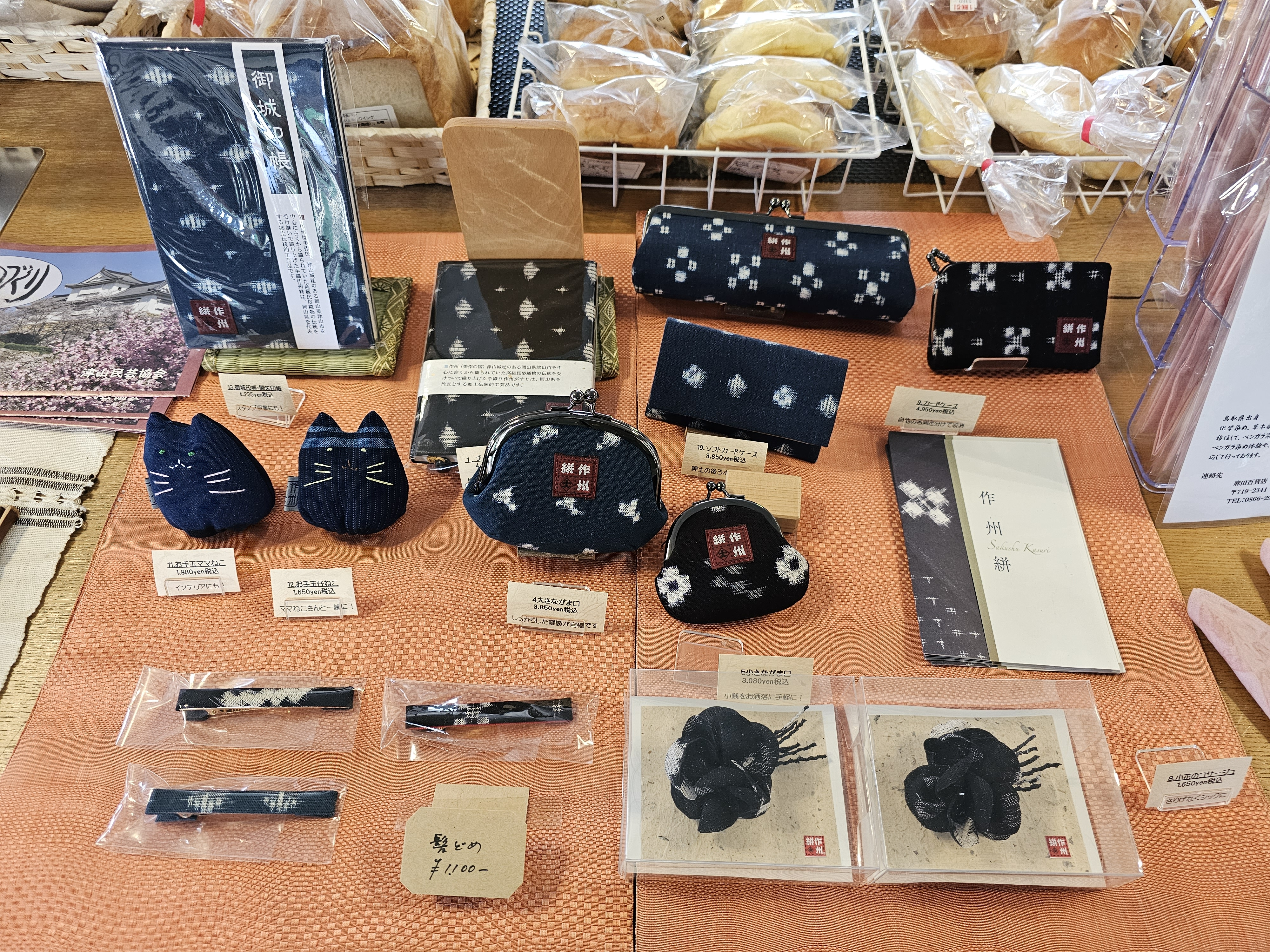
西今町にある作州民芸館の作州絣の雑貨

。

## 歴史
年代が定かでないが、岡山県久米郡倭文村（現・津山市桑上、桑下）、錦織（現・久米郡美咲町）、苫田郡加茂町桑原（現・津山市加茂町桑原）、津山市綾部(あやべ)を中心として、高級絹織物が古くから織られていた。
その後、棉の栽培が始まるに至り、綿織物が織られるようになってから庶民の着物として盛んに織られた。当初は紺木綿、縞木綿が多く絣織物は少なかった。明治の中頃、倉吉絣の絣技術が伝わり、絣織物が盛んになった。しかし、あくまでも自家用であって販売が目的ではなかった関係上、相当量生産されながら数量は明らかでない。
作州地方も次第に交通の変遷に伴い、他地方から種々の衣料が入ってくるようになり、自家生産の必要が無くなってきて、僅かに技術を伝える程度になっていった。
戦後、津山市における産業振興の目的で、1951年（昭和26年）岡山県工業試験場美作分場（津山分場）が開設された。振興品目の中で、以前盛んに作られていた、絣に注目し、1953年（昭和28年）から絣織物の研究が本格的に進んだ。僅かに残っていた技術を復元して量産態勢を整え、その名も「作州絣」として市販に乗り出した。昭和31年度において分場試作品を東京市場に出荷したところ、予想外の好評をもって迎えられ、これをきっかけに活況を呈するようになった。
最盛期は昭和30～33年、織元は12軒、手織、動力物を合わせて年産約3～5万反に及ぶほどまでになったが、先進地（久留米絣、備後絣、伊予絣）との競争が激しく次第に転業者が続出し、やがて生産数量も僅かとなる。1962年（昭和37年）には、杉原博経営の「大一織物」一軒となった。1981年（昭和56年）に杉原博作・手織作州絣は岡山県郷土伝統的工芸品に指定された。そして、1997年（平成9年）博が死去して後は、妻の茂子が織り続けた。
そして、2001年（平成13年）茂子が他界後、杉原家と縁のあった日名川家に残された反物販売が委託された。日名川茂美は販売をするに当たり、絣について知識を持たないと無責任な販売になってしまうと考えた。そこから、大一織物に残されていた数々の貴重な資料、岡山県工業技術センター資料、絣織り産地を巡りながら綿生地について絣織りについて学んだ。2007年（平成19年）からは、鳥取短期大学にある、「絣美術館」館長、吉田公之介に4年間師事した。
そして、手織「作州絣」大一織物の後継者として平成24年7月11日、杉原家親族に後継者として認められ、2012年（平成24年）9月4日、岡山県郷土伝統的工芸品、手織り作州絣認定後継者として正式に認められ、作州絣が再び復活することになった。
日名川茂美は織元として作州絣工房を持ちながら、平成24年8月に作州絣保存会を立ち上げ、また、2014年（平成26年）3月16日には津山市西今町に作州絣工芸館を開館した。

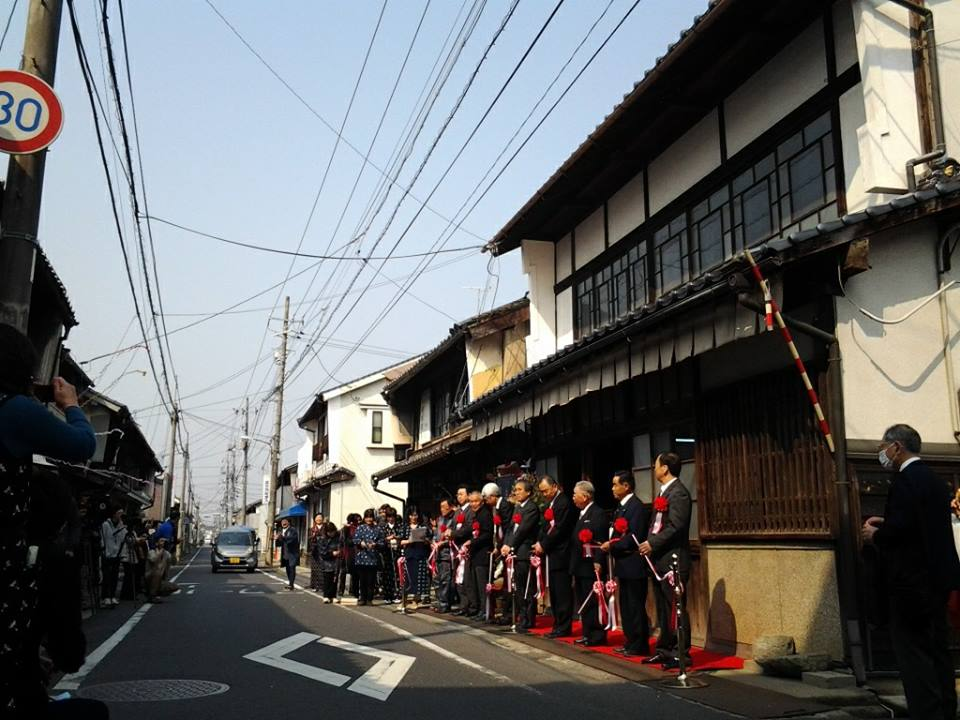
作州絣工芸館

2023年（令和5年）4月1日から2024年 （令和6年）4月末まで作州絣工芸館は改修工事のため休館予定。

## 特徴
- 柄の基本：絣本来の素朴さを失わせないため白と紺という絣誕生当初の姿を基本としている。
- 技法：手織りによる足踏織機の手仕事で伝統的手法による。
- デザイン：「地色」「図柄」に近代感覚を取り入れて、現代人にも充分喜んでもらえる普段着の民俗織物として製作に苦心している。その結果、他の絣織物には見られない素朴さの中にも近代性のある特徴を持っている。
- 評価：「図柄」「技術面」とも独自の持ち味が喜ばれ、絣織物界の上位に列せられている。[要出典]

## 参考サイト・外部リンク
- 作州絣保存会
- 作州絣工芸館 - アットタウンWEBマガジン